# Gálio
Gálio é um elemento químico de símbolo Ga, de número atômico 31 (31 prótons e 31 elétrons) e massa atómica igual a 69,7 u. É um metal pertencente ao grupo 13 (anteriormente denominado IIIA) da classificação periódica dos elementos. A temperaturas um pouco mais altas do que a temperatura ambiente encontra-se no estado líquido.
Foi descoberto em 1875 por Lecoq de Boisbaudran. Na forma metálica é utilizado para a produção de espelhos, ligas metálicas de baixos pontos de fusão e termômetros. O seu composto arsenieto de gálio é empregado na produção de circuitos integrados e diodos.

## Características principais
O gálio é um metal mole, grisáceo no estado líquido e prateado brilhante ao solidificar. Quando sólido desagrega a baixas temperaturas pois funde ao redor da temperatura ambiente (como o césio, mercúrio e rubídio), inclusive quando colocado nas mãos, devido ao seu baixo ponto de fusão (28,76 °C). A faixa de temperatura na qual permanece no estado líquido é um dos mais altos entre os metais (2 174 °C separam seus pontos de fusão e ebulição) e sua pressão de vapor é baixa mesmo a altas temperaturas. O gálio se expande aproximadamente 3,1% ao solidificar e flutua no seu líquido do mesmo modo que o gelo na água. É considerado o único(adicionar evidências científicas) metal encontrado em árvores, exclusivamente a espécie Flor Cadáver (Amorphophallus titanum) - as árvores possuem ferro (citocromo P450), cobre, cobalto e manganês em enzimas essenciais.
Apresenta uma forte tendência a permanecer no estado líquido abaixo do seu ponto de fusão, sendo necessário um grão (pequeno sólido adicionado ao líquido) para ocorrer a solidificação. A cristalização não produz nenhuma das estruturas cristalinas simples. A fase estável nas condições normais é ortorrômbica com 8 átomos em cada célula unitária, na qual cada átomo apresenta um único átomo na vizinhança a uma distância de 2,44 Å, e com demais seis a 2,83 Å. Nesta estrutura a ligação química formada entre os átomos mais próximos é do tipo covalente sendo a molécula Ga2 a que realmente forma o retículo cristalino.
Em outras condições de pressão e temperatura se tem encontrado numerosas fases estáveis e metaestáveis diferentes.
O gálio corrói outros metais quando se difunde em suas redes cristalinas[carece de fontes?].

## Aplicações
A principal aplicação do gálio, na forma de arsenieto de gálio, é na construção de circuitos integrados e dispositivos optoeletrônicos como diodos de laser e diodos LED.
- Devido ao seu intenso aspecto prateado brilhante e a capacidade de impregnar superfícies de vidro e porcelana é utilizado na construção de espelhos.
- Emprega-se para dopar materiais semicondutores e construir dispositivos diversos como transístores
- Em termômetros de alta temperatura por seu baixo ponto de fusão, que o mantém em estado líquido, e seu alto ponto de ebulição, que lhe permite medir elevadas temperaturas.
- O gálio forma facilmente ligas metálicas com a maioria dos metais produzindo ligas de baixos pontos de fusão.
- O isótopo radioactivo Ga-67 é empregado em medicina nuclear como análogo fisiológico do ion Ferro 3+.
- Descobriu-se recentemente que ligas de gálio-alumínio em contato com água produzem uma reação química dando como resultado hidrogênio, por impedir a formação de camada protetora (passivadora) de óxido de alumínio e fazendo o alumínio se comportar similarmente a um metal alcalino como o sódio ou o potássio.[1][2] Tal propriedade é pesquisada como fonte de hidrogênio para motores, em substituição aos derivados de petróleo e outros combustíveis de motores de combustão interna.
- Devido ao gálio apresentar várias propriedades fisico-químicas semelhantes ao elemento químico ferro, ele possui também diversos efeitos terapêuticos, como atividades antimicrobianas, antitumorais e anti-inflamatórias.[3][4][5][6]

## História
O gálio (do latim Gallia, França), foi descoberto através da espectroscopia por Lecoq de Boisbaudran em 1875 por seu espectro característico (duas linhas no ultravioleta) ao examinar uma blenda de zinco procedente dos Pirenéus. No mesmo ano foi isolado pelo próprio Lecoq através do processo de eletrólise do hidróxido numa solução de hidróxido de potássio (KOH) dando ao novo elemento o nome do seu país natal: Gallia. Como era do gosto dos cientistas dos finais do século XIX, O descobridor utilizou um jogo de palavras com seu próprio nome para nomear o elemento: gallus significa galo, coq em francês.
Antes da descoberta da maioria das propriedades do elemento, estas já haviam sido previstas e descritas por Mendeleyev — que o chamou de eka-aluminio — baseando-se na posição que este elemento deveria ocupar na tabela periódica.

## Abundância e obtenção
Traços do metal têm sido encontrados em minerais como a bauxita, carvão, diáspora, germanita e esfalerita, e como subproduto em processos de obtenção de vários metais.

## Isótopos
Em medicina nuclear se emprega o gálio como elemento traçador (escâner de gálio) para o diagnóstico de enfermidades inflamatórias ou infecciosas ativas, tumores e abcessos devido ao seu acumulo nos tecidos que apresentam estas patologias. O isótopo Ga-67 é injetado na corrente sanguínea através de uma veia do braço na forma de citrato de gálio. O escaneamento é feito 48 horas após a sua aplicação para dar tempo que este se acumule nos tecidos afetados. Posteriormente ocorre a sua eliminação pela urina e fezes. A exposição a radiação do gálio é inferior a de outros procedimentos como o raio X ou Tomografia computadorizada (TAC).

## Precauções
Devido a expansão ao solidificar, o gálio líquido não deve ser armazenado em recipientes rígidos como metálicos ou vidro. Pelo mesmo motivo o recipiente não pode ser completamente preenchido com gálio líquido.